# Bahnhof Lalendorf
Der Bahnhof Lalendorf liegt in der gleichnamigen Gemeinde in Mecklenburg-Vorpommern. In Lalendorf kreuzen die Bahnstrecke Neustrelitz–Warnemünde und die Bahnstrecke von Bützow in Richtung Neubrandenburg. Beide Bahnen hatten ursprünglich separate Bahnhofsanlagen. Nachdem die Bahnstrecke von Neustrelitz nach Warnemünde um 1960 neu gebaut wurde, führt sie am Bahnhof Lalendorf vorbei, ist jedoch über eine Verbindungskurve an ihn angebunden. Das Empfangsgebäude des Bahnhofs und einige weitere Bauten im Bahnhofsbereich stehen unter Denkmalschutz.

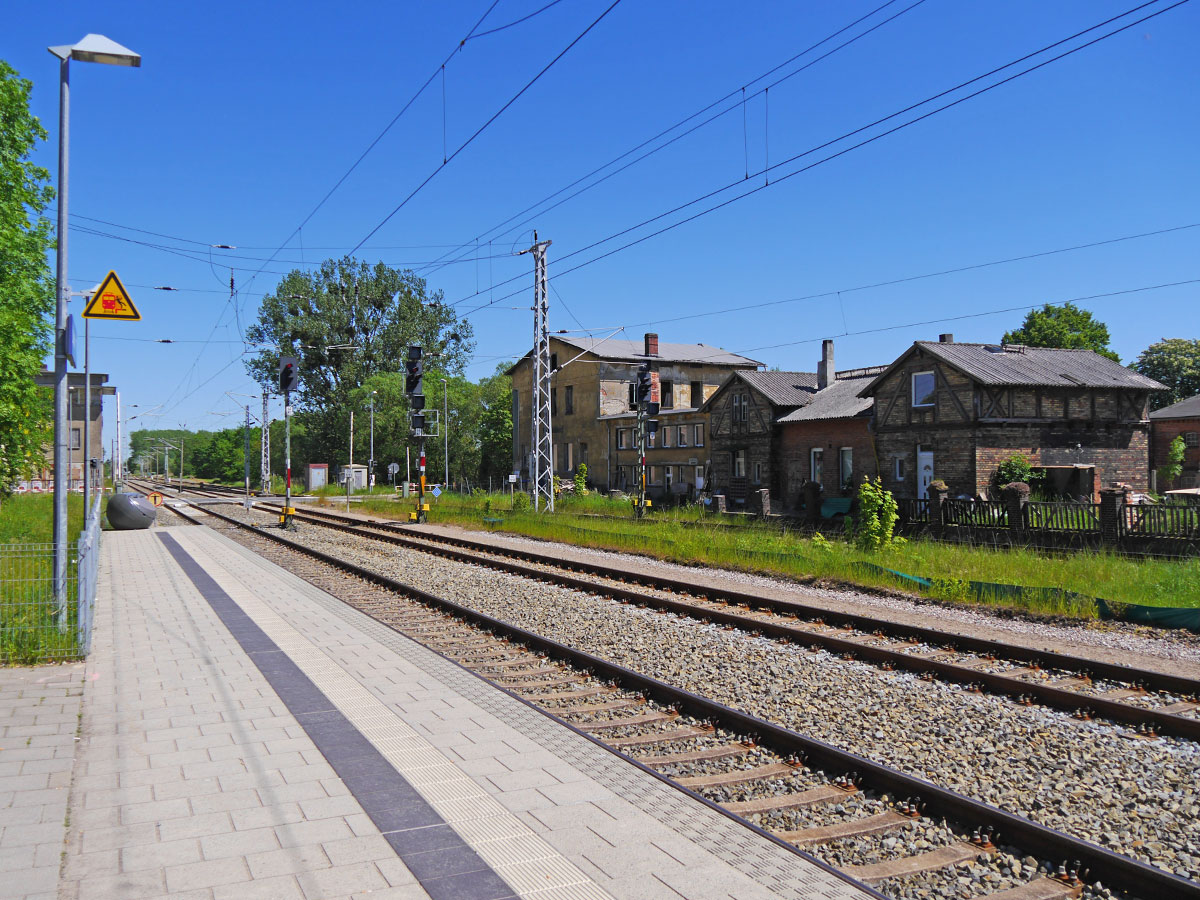
Bahnsteig Bahnhof Lalendorf in Mecklenburg

## Lage
Der Bahnhof liegt in der Gemeinde Lalendorf im Landkreis Rostock am südlichen Rand des Ortskerns etwa 10 Kilometer östlich von Güstrow und etwa 40 Kilometer südöstlich von Rostock. Die Bahnstrecke von Bützow nach Neubrandenburg verläuft in Ost-West-Richtung, die Bahnstrecke von Neustrelitz nach Warnemünde von Südost nach Nordwest.

## Geschichte

### Allgemeines

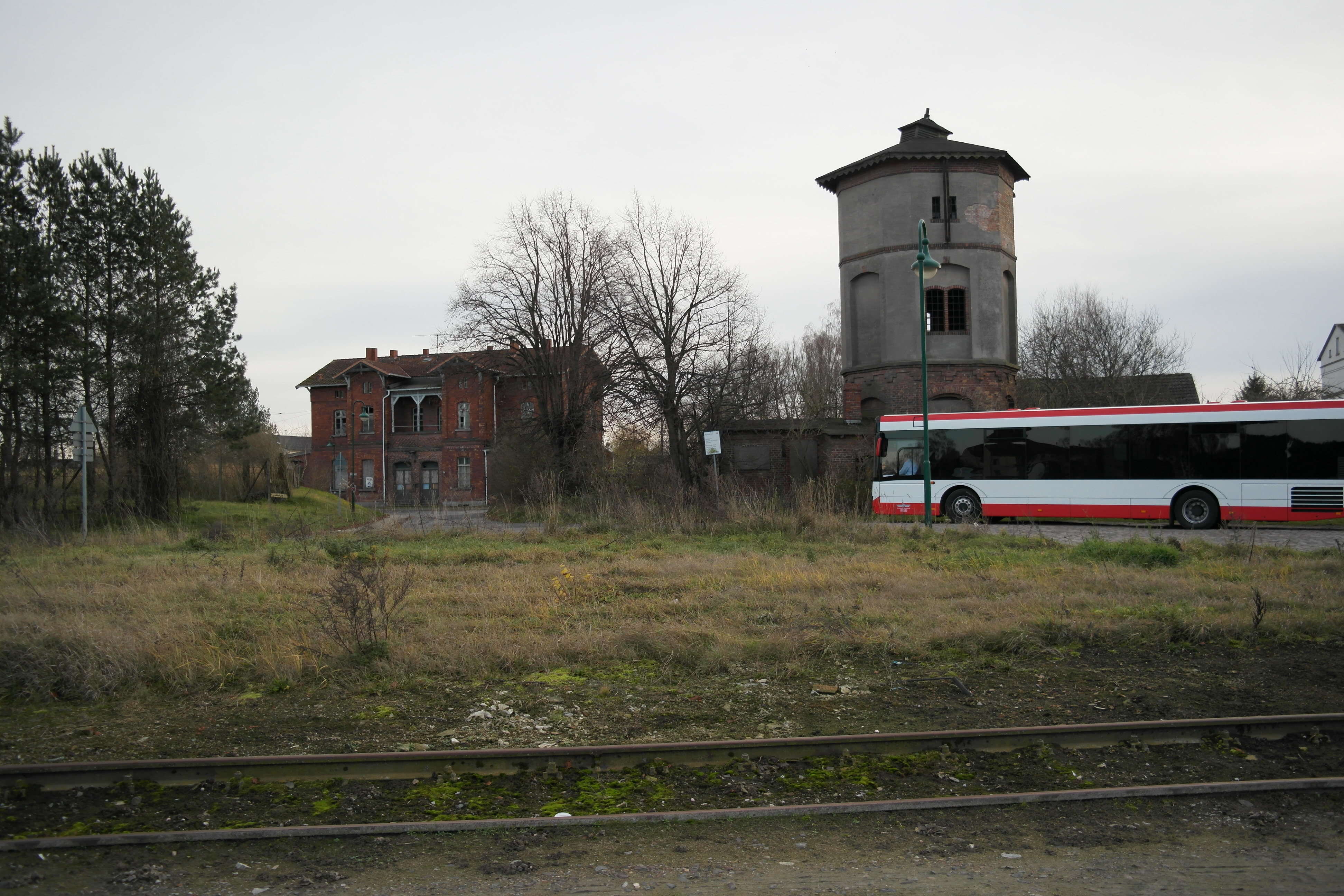
Blick vom Lloydbahnteil auf den Wasserturm und das Empfangsgebäude

Der Bahnhof Lalendorf wurde 1864 eröffnet, als die Mecklenburgische Friedrich-Franz-Eisenbahn (MFFE) ihre Strecke vom Bahnhof Güstrow nach Malchin baute. 1867 wurde die Strecke nach Strasburg verlängert; von dort bestand auf preußischer Seite Anschluss nach Stettin. 1886 ging die Lloyd-Bahn von Neustrelitz nach Warnemünde in Betrieb, die in Lalendorf die Strecke der MFFE kreuzte. Die Strecke aus Neustrelitz überquerte auf einer Überführung das Gleis nach Malchin und führte dann anschließend in einer Kurve zum Bahnhof Lalendorf der Lloydbahn, der nördlich an den MFFE-Bahnhof angrenzte. Der Bahnhofsvorplatz mit Zufahrtsstraße und Gasthof wurde von beiden Bahngesellschaften genutzt. Am Westkopf der Bahnhöfe waren beide Strecken direkt miteinander verbunden, auf der Ostseite führten zwei Verbindungskurven aus Richtung Neustrelitz in den MFFE-Bahnhof und aus Richtung Malchin in den Lloydbahnhof.
Nachdem die MFFE bereits 1877 verstaatlicht worden war, beschloss der Landtag im Jahr 1890, auch die Lloydbahn zu verstaatlichen. Die Verhandlungen zogen sich etwas hin, so dass die Bahn erst 1893 Bestandteil der mittlerweile staatlichen MFFE wurde.
Nach der Verstaatlichung beider Bahngesellschaften wurden auch beide Bahnhöfe zu einer Dienststelle zusammengefasst. Seit 1893 fuhren die Schnellzüge von Rostock nach Berlin zwischen Rostock und Lalendorf nicht mehr über den direkten Weg, sondern über Güstrow, das zu einem der wichtigsten Knoten im mecklenburgischen Eisenbahnnetz wurde. Um den Übergang zwischen beiden Strecken zu erleichtern, wurde eine Verbindungskurve vom MFFE-Bahnhof in Richtung Neustrelitz, die sogenannte Berliner Kurve, gebaut. Der Bahnhof der Lloydbahn wurde fortan als Güterbahnhof genutzt. Auch er erhielt eine Verbindungskurve in Richtung Teterow. Die Lloydbahnstrecke von Lalendorf nach Rostock verlor an Bedeutung und wurde zur Nebenbahn. Erst um das Jahr 1930 wurde diese Strecke ausgebaut und von einzelnen Entlastungsschnellzügen befahren.

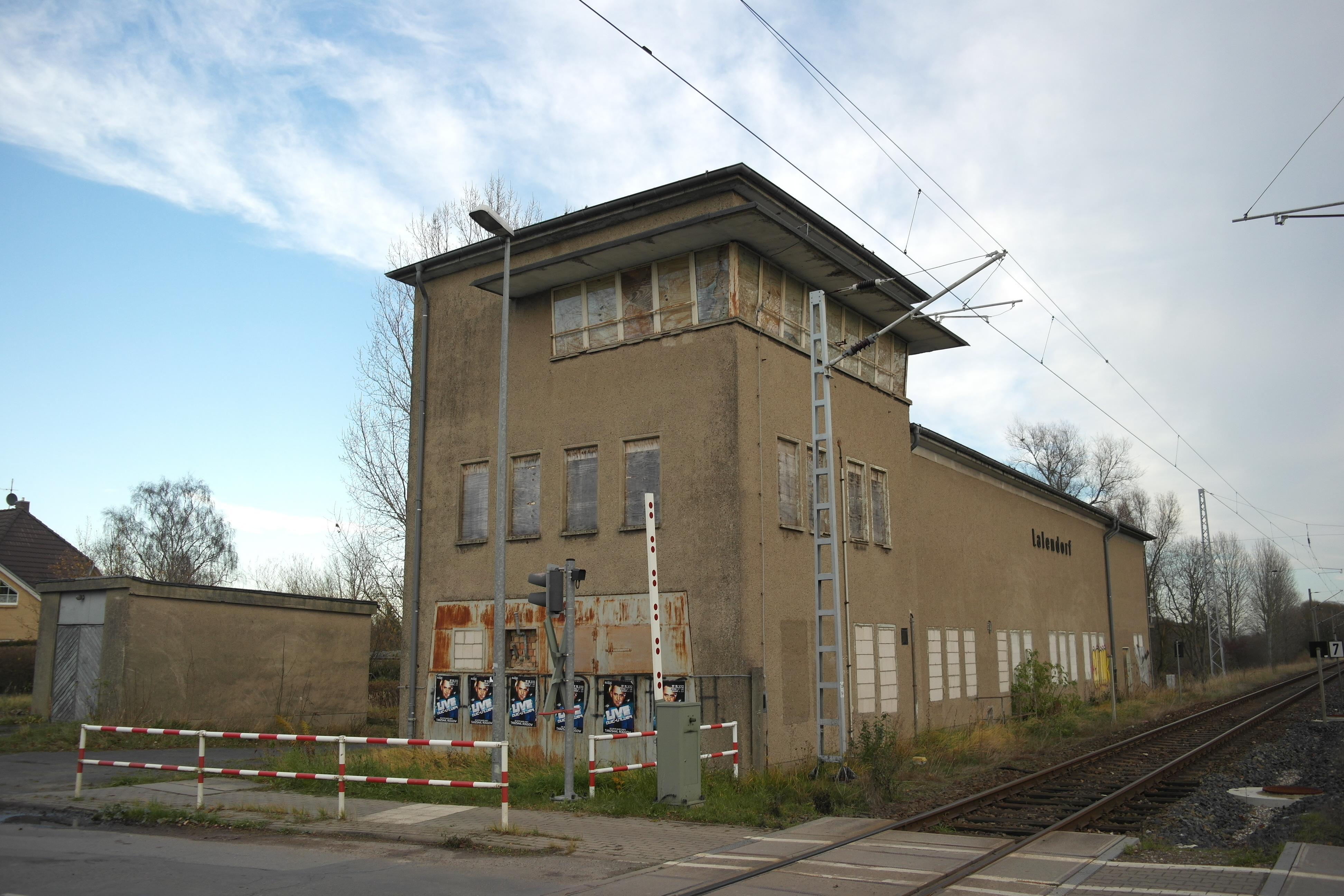
Ehemaliges Stellwerk

Gegen Ende des Zweiten Weltkriegs erlitt der Bahnhof Zerstörungen, als ein dort stehender Munitionszug beschossen wurde und explodierte. Unter anderem wurde das frühere Empfangsgebäude der Lloydbahn und ein Beamtenwohnhaus zerstört. Nach dem Krieg wurde die Strecke von Plaaz über Lalendorf, Waren (Müritz) nach Neustrelitz als Reparationsleistung an die Sowjetunion demontiert. Auch die Anlagen des Bahnhofs Lalendorf wurden bis auf ein Minimum zurückgebaut.
Ende der 1950er Jahre wurde in Rostock der neue Überseehafen gebaut. Vor allem zu dessen Anbindung wurde die Strecke von Neustrelitz nach Rostock neu aufgebaut. Sie wurde dabei mit größeren Kurvenradien völlig neu trassiert. Während sie südlich von Lalendorf im Wesentlichen auf dem alten Planum entstand, erhielt sie im Bereich Lalendorf und weiter in Richtung Norden eine völlig neue Lage. Der Bahnhof Lalendorf wird dabei nicht mehr berührt, die Strecke führt östlich an Lalendorf vorbei und überquert die Ost-West-Strecke auf einem Kreuzungsbauwerk. Südlich der Kreuzung verblieb die Berliner Kurve als Verbindung zum Bahnhof Lalendorf. Am Abzweig der Kurve von der Berliner Strecke entstand anstelle des früheren Abzweigs Vogelsang der Betriebsbahnhof Lalendorf Ost. Beide Bahnhöfe wurden von einem neuen Relaisstellwerk der Bauarbeit GS II DR östlich der Bahnsteige im Bahnhof Lalendorf aus gesteuert.
Der früher von der Lloydbahn genutzte Bahnhofsteil erhielt beim Wiederaufbau der Strecke wieder Gleise, die zum Abstellen von Bauzügen und als Umschlagplatz von Baustoffen sowie von landwirtschaftlichen Erzeugnissen genutzt wurden. 1984 wurde die Strecke von Neustrelitz über den Bahnhof Lalendorf, Güstrow nach Rostock elektrifiziert; die direkte Strecke von Lalendorf über Plaaz nach Rostock folgte wenige Monate später. In Lalendorf entstand im Bereich der „Berliner Kurve“ ein Umspannwerk für Bahnstrom mit einem Anschlussgleis.

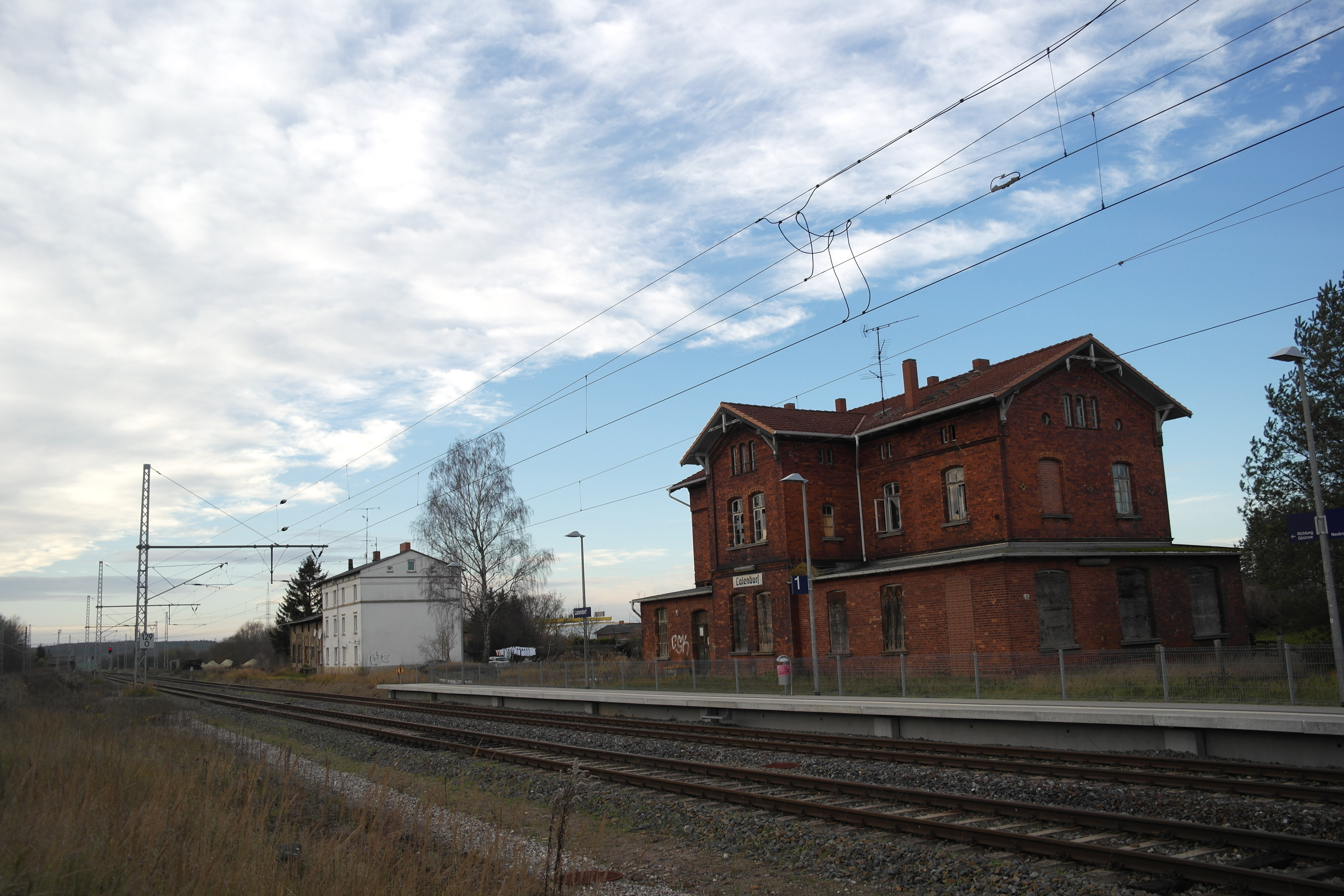
Bahnsteig, Empfangsgebäude und Eisenbahnerwohnhaus (im Hintergrund) stehen unter Denkmalschutz

Nach 2000 wurde der Bahnhof umgebaut, dabei wurden die Bahnsteiggleise bis auf eins zurückgebaut. Der Bahnhof wurde an ein elektronisches Stellwerk angeschlossen.

### Personenverkehr
Der Bahnhof wurde in der Regel von Personenzügen in und aus allen vier Richtungen angefahren. Schnellzüge hielten in der Regel nicht im Bahnhof, Eilzüge nur vereinzelt. Nach dem Abbau der Strecke in Richtung Plaaz 1945 gab es keinen Personenverkehr von Lalendorf dorthin; mit dem Wiederaufbau der Strecke nach 1960 bedient sie nicht mehr den Bahnhof und wurde im Personenverkehr stets nur von schnellfahrenden Zügen befahren. Der Regionalverkehr von Güstrow über Lalendorf in Richtung Waren(Müritz) wurde 1996 eingestellt. In dieser Relation verkehrten seitdem nur noch InterRegio- und später Regional-Express-Züge zwischen Rostock und Berlin über Güstrow, die aber im Regelfall nicht in Lalendorf hielten und halten.
Heute bedient die Linie RE 4 von Lübeck über Bad Kleinen, Bützow, Güstrow, Neubrandenburg, Pasewalk nach Szczecin bzw. Ueckermünde stündlich den Bahnhof. Der RE 5 von Rostock über Güstrow nach Berlin durchfährt den Bahnhof ohne Halt.

## Anlagen

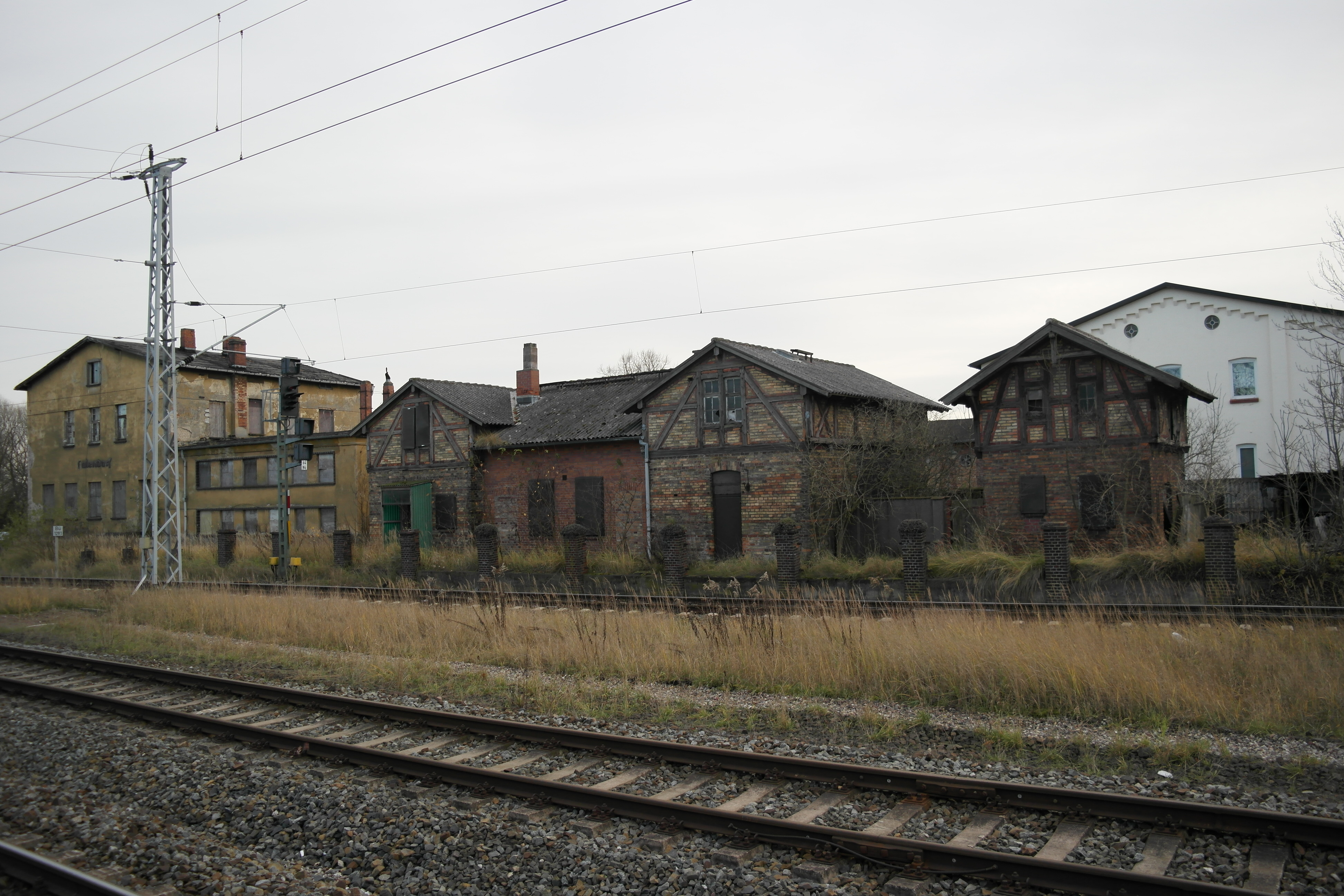
Nebengebäude

Das Empfangsgebäude liegt nördlich der Gleise und steht leer (Stand: Ende 2012). Heute sind noch drei Gleise in Betrieb, davon besitzt nur noch eins einen Bahnsteig. Im östlichen Bahnhofsbereich ist ein beschrankter Übergang. In diesem Bereich zweigt die Verbindungskurve in Richtung Waren und ein Anschlussgleis zu einem Umspannwerk ab. Dort steht das Ende der 1960er Jahre erbaute und heute nicht mehr genutzte Stellwerk, das ursprüngliche Stellwerk im westlichen Bahnhofsteil wurde um 1970 abgerissen.
Die Anlagen der Lloydbahn, der spätere Güterbahnhof, liegen nördlich der Gleise der Ost-West-Strecke im spitzen Winkel zu ihr. Nach dem Zweiten Weltkrieg wurde dieser Teil nicht mehr als Bahnhof mit Signalanlagen genutzt, allerdings wurden dorthin Anschlussgleise für eine Baustoffversorgung und zum Abstellen von Wagen verlegt, welche teilweise noch existieren. Das Empfangsgebäude der Lloydbahn existiert nicht mehr. Erhalten geblieben sind in diesem Bereich einige Nebengebäude und ein Wasserturm, der aus der Zeit nach dem Ersten Weltkrieg stammt.
Der Bahnhofsvorplatz und die Zufahrt wurden von beiden Bahngesellschaften gemeinsam genutzt. Die Trasse der bis 1945 bestehenden alten Strecke von Lalendorf nach Plaaz ist erhalten geblieben, auf ihr verläuft heute auf den meisten Teilstücken ein Weg.
Das Empfangsgebäude der MFFE, zwei Beamtenwohnhäuser, die Allee zum Bahnhof und ein Verwaltungsgebäude stehen unter Denkmalschutz.